# Rue Rutxhiel
La rue Rutxhiel est une rue du centre de Liège et du sous-quartier de Saint-Gilles reliant la place Saint-Christophe à la rue Trappé.

## Odonymie
La rue a été percée en 1854 et s'appelait la rue Saint-Christophe. Depuis 1945, la rue rend hommage au sculpteur Henri-Joseph Rutxhiel né en 1775 à Lierneux en Ardenne belge et mort en 1837 à Paris. 

## Situation et description
Cette courte rue pavée compte une dizaine d'immeubles et mesure une soixantaine de mètres en très légère déclivité. Elle applique un sens unique de circulation automobile de la rue Trappé vers la place Saint-Christophe. Elle se situe à l'ouest et dans l'alignement de l'église Saint-Christophe.

## Architecture
Deux immeubles de la rue sont repris à l'inventaire du patrimoine culturel immobilier de la Wallonie. Il s'agit de deux constructions contigües situées aux nos 5 et 7 et réalisées en 1905 par l'architecte F. Hens dans un style Art nouveau. Les immeubles sont bâtis en briques vernissées blanches dont l'élévation est régulièrement interrompue par des bandeaux en briques rouges ou en pierres calcaires. La partie inférieure du rez-de-chaussée est élevée en pierre de grès. L'élément le plus remarquable est l'oriel placé au premier étage du no 7 : reposant sur deux consoles métalliques ouvragées, il a une base trapézoïdale et possède des vitraux à motifs floraux encadrés de petits bois courbes. 

## Activités
Le théâtre Arlequin se situe au no 3.

## Voies adjacentes
- Place Saint-Christophe
- Rue Trappé